# Митрофан Пелагонийски (XVII век)
Митрофан (на гръцки: Μητροφάνης, Митрофанис) е православен духовник, епископ на Охридската архиепископия от XVII век.
Митрофан заема дебърската епископска катедра до 15 октомври 1679 година, когато в манастира „Успение Богородично“ е избран за пелагонийски митрополит на мястото на Григорий. В 1683 година епископ на име Митрофан отново е начело на дебърската катедра.